# Тето Гиго (Кунео)
Тето Гиго је насеље у Италији у округу Кунео, региону Пијемонт.
Према процени из 2011. у насељу је живело 14 становника. Насеље се налази на надморској висини од 673 м.